# Агрегатна вулиця (Мелітополь)
Агрегатна вулиця — вулиця в Мелітополі. Йде від вулиці Серафимовича до Перекопської вулиці, далі її продовженням є вулиця Маяковського. Забудована приватними будинками. Перша відома згадка вулиці датується 23 листопада 2001 року.